# Europameisterschaften im Gewichtheben 2011
Die Europameisterschaften im Gewichtheben 2011 fanden vom 11. April 2011 bis zum 17. April 2011 in der Basketballhalle in Kasan, Russland statt. Es waren die 90. Europameisterschaften der Männer und die 24. Europameisterschaften der Frauen.

## Männer

### Klasse bis 56 kg
| Disziplin | Disziplin | Gold         | Gold   | Silber                  | Silber | Bronze           | Bronze |
| --------- | --------- | ------------ | ------ | ----------------------- | ------ | ---------------- | ------ |
| -56 kg    | Zweikampf | Oleg Sîrghi  | 262 kg | Gokhan Kilic            | 256 kg | Florin Croitoru  | 256 kg |
| -56 kg    | Reißen    | Gokhan Kilic | 118 kg | Stanislau Tschadowitsch | 118 kg | Ghenadie Dudoglo | 115 kg |
| -56 kg    | Stoßen    | Oleg Sîrghi  | 150 kg | Florin Croitoru         | 141 kg | Smbat Margarjan  | 140 kg |

### Klasse bis 62 kg
| Disziplin | Disziplin | Gold           | Gold   | Silber       | Silber | Bronze            | Bronze |
| --------- | --------- | -------------- | ------ | ------------ | ------ | ----------------- | ------ |
| -62 kg    | Zweikampf | Bünyamin Sezer | 298 kg | Antoniu Buci | 290 kg | Hurşit Atak       | 289 kg |
| -62 kg    | Reißen    | Bünyamin Sezer | 140 kg | Antoniu Buci | 134 kg | Damian Wiśniewski | 130 kg |
| -62 kg    | Stoßen    | Marius Gîscan  | 162 kg | Hurşit Atak  | 161 kg | Bünyamin Sezer    | 158 kg |

### Klasse bis 69 kg
| Disziplin | Disziplin | Gold              | Gold   | Silber        | Silber | Bronze            | Bronze |
| --------- | --------- | ----------------- | ------ | ------------- | ------ | ----------------- | ------ |
| -69 kg    | Zweikampf | Wladislaw Lukanin | 332 kg | Răzvan Martin | 331 kg | Daniel Godelli    | 321 kg |
| -69 kg    | Reißen    | Mete Binay        | 154 kg | Răzvan Martin | 150 kg | Wladislaw Lukanin | 146 kg |
| -69 kg    | Stoßen    | Wladislaw Lukanin | 186 kg | Răzvan Martin | 181 kg | Daniel Godelli    | 176 kg |

### Klasse bis 77 kg
| Disziplin | Disziplin | Gold           | Gold   | Silber         | Silber | Bronze       | Bronze |
| --------- | --------- | -------------- | ------ | -------------- | ------ | ------------ | ------ |
| -77 kg    | Zweikampf | Semih Yağcı    | 347 kg | Araik Mirsojan | 347 kg | Richard Tkáč | 335 kg |
| -77 kg    | Reißen    | Araik Mirsojan | 160 kg | Erkand Qerimaj | 157 kg | Semih Yağcı  | 155 kg |
| -77 kg    | Stoßen    | Semih Yağcı    | 192 kg | Araik Mirsojan | 187 kg | Richard Tkáč | 183 kg |

### Klasse bis 85 kg
| Disziplin | Disziplin | Gold          | Gold   | Silber        | Silber | Bronze             | Bronze |
| --------- | --------- | ------------- | ------ | ------------- | ------ | ------------------ | ------ |
| -85 kg    | Zweikampf | Alexei Jufkin | 385 kg | Apti Auchadow | 385 kg | Benjamin Hennequin | 373 kg |
| -85 kg    | Reißen    | Apti Auchadow | 173 kg | Alexei Jufkin | 170 kg | Benjamin Hennequin | 165 kg |
| -85 kg    | Stoßen    | Alexei Jufkin | 215 kg | Apti Auchadow | 212 kg | Benjamin Hennequin | 208 kg |

### Klasse bis 94 kg
| Disziplin | Disziplin | Gold              | Gold   | Silber          | Silber | Bronze            | Bronze |
| --------- | --------- | ----------------- | ------ | --------------- | ------ | ----------------- | ------ |
| -94 kg    | Zweikampf | Andrei Demanow    | 391 kg | Anatolii Cîrîcu | 390 kg | Aurimas Didžbalis | 382 kg |
| -94 kg    | Reißen    | Aurimas Didžbalis | 177 kg | Anatolii Cîrîcu | 173 kg | Andrei Demanow    | 171 kg |
| -94 kg    | Stoßen    | Andrei Demanow    | 220 kg | Anatolii Cîrîcu | 217 kg | Aurimas Didžbalis | 205 kg |

### Klasse bis 105 kg
| Disziplin | Disziplin | Gold                  | Gold   | Silber           | Silber | Bronze            | Bronze |
| --------- | --------- | --------------------- | ------ | ---------------- | ------ | ----------------- | ------ |
| -105 kg   | Zweikampf | Chadschimurat Akkajew | 425 kg | Gia Machavariani | 400 kg | Bartłomiej Bonk   | 394 kg |
| -105 kg   | Reißen    | Chadschimurat Akkajew | 195 kg | Gia Machavariani | 183 kg | Mikhail Audzeyeu  | 181 kg |
| -105 kg   | Stoßen    | Chadschimurat Akkajew | 230 kg | Gia Machavariani | 217 kg | Oleksiy Torokhtiy | 215 kg |

### Klasse über 105 kg
| Disziplin | Disziplin | Gold              | Gold   | Silber            | Silber | Bronze             | Bronze |
| --------- | --------- | ----------------- | ------ | ----------------- | ------ | ------------------ | ------ |
| +105 kg   | Zweikampf | Ihor Schymetschko | 412 kg | Jiří Orság        | 410 kg | Jauhen Scharnassek | 410 kg |
| +105 kg   | Reißen    | Ihor Schymetschko | 195 kg | Irakli Turmanidse | 188 kg | Jauhen Scharnassek | 187 kg |
| +105 kg   | Stoßen    | Jiří Orság        | 226 kg | Bünyamin Sudaş    | 224 kg | Jauhen Scharnassek | 223 kg |

## Frauen

### Klasse bis 48 kg
| Disziplin | Disziplin | Gold          | Gold   | Silber         | Silber | Bronze         | Bronze |
| --------- | --------- | ------------- | ------ | -------------- | ------ | -------------- | ------ |
| -48 kg    | Zweikampf | Nurcan Taylan | 195 kg | Nurdan Karagöz | 180 kg | Genny Pagliaro | 180 kg |
| -48 kg    | Reißen    | Nurcan Taylan | 90 kg  | Genny Pagliaro | 82 kg  | Nurdan Karagöz | 80 kg  |
| -48 kg    | Stoßen    | Nurcan Taylan | 105 kg | Nurdan Karagöz | 100 kg | Genny Pagliaro | 98 kg  |

### Klasse bis 53 kg
| Disziplin | Disziplin | Gold           | Gold   | Silber        | Silber | Bronze           | Bronze |
| --------- | --------- | -------------- | ------ | ------------- | ------ | ---------------- | ------ |
| -53 kg    | Zweikampf | Aylin Daşdelen | 202 kg | Julia Rohde   | 187 kg | Aysegul Coban    | 180 kg |
| -53 kg    | Reißen    | Aylin Daşdelen | 90 kg  | Julia Rohde   | 83 kg  | Mariya Vidlyvana | 83 kg  |
| -53 kg    | Stoßen    | Aylin Daşdelen | 112 kg | Aysegul Coban | 105 kg | Julia Rohde      | 104 kg |

### Klasse bis 58 kg
| Disziplin | Disziplin | Gold               | Gold   | Silber                | Silber | Bronze                | Bronze |
| --------- | --------- | ------------------ | ------ | --------------------- | ------ | --------------------- | ------ |
| -58 kg    | Zweikampf | Nastassja Nowikawa | 225 kg | Julija Paratowa       | 200 kg | Aleksandra Klejnowska | 196 kg |
| -58 kg    | Reißen    | Nastassja Nowikawa | 100 kg | Julija Paratowa       | 92 kg  | Julija Derkatsch      | 88 kg  |
| -58 kg    | Stoßen    | Nastassja Nowikawa | 125 kg | Aleksandra Klejnowska | 110 kg | Julija Paratowa       | 108 kg |

### Klasse bis 63 kg
| Disziplin | Disziplin | Gold                | Gold   | Silber              | Silber | Bronze           | Bronze |
| --------- | --------- | ------------------- | ------ | ------------------- | ------ | ---------------- | ------ |
| -63 kg    | Zweikampf | Marina Schainowa    | 245 kg | Swetlana Zarukajewa | 245 kg | Sibel Şimşek     | 238 kg |
| -63 kg    | Reißen    | Swetlana Zarukajewa | 112 kg | Sibel Şimşek        | 108 kg | Marina Schainowa | 104 kg |
| -63 kg    | Stoßen    | Marina Schainowa    | 141 kg | Swetlana Zarukajewa | 133 kg | Sibel Şimşek     | 130 kg |

### Klasse bis 69 kg
| Disziplin | Disziplin | Gold           | Gold   | Silber            | Silber | Bronze          | Bronze |
| --------- | --------- | -------------- | ------ | ----------------- | ------ | --------------- | ------ |
| -69 kg    | Zweikampf | Oxana Sliwenko | 265 kg | Tatjana Matwejewa | 251 kg | Eszter Krutzler | 231 kg |
| -69 kg    | Reißen    | Oxana Sliwenko | 120 kg | Tatjana Matwejewa | 110 kg | Eszter Krutzler | 104 kg |
| -69 kg    | Stoßen    | Oxana Sliwenko | 145 kg | Tatjana Matwejewa | 141 kg | Eszter Krutzler | 127 kg |

### Klasse bis 75 kg
| Disziplin | Disziplin | Gold                   | Gold   | Silber                 | Silber | Bronze         | Bronze |
| --------- | --------- | ---------------------- | ------ | ---------------------- | ------ | -------------- | ------ |
| -75 kg    | Zweikampf | Nadeschda Jewstjuchina | 292 kg | Natalja Sabolotnaja    | 286 kg | Lidia Valentín | 264 kg |
| -75 kg    | Reißen    | Natalja Sabolotnaja    | 133 kg | Nadeschda Jewstjuchina | 130 kg | Lidia Valentín | 122 kg |
| -75 kg    | Stoßen    | Nadeschda Jewstjuchina | 162 kg | Natalja Sabolotnaja    | 153 kg | Lidia Valentín | 142 kg |

### Klasse über 75 kg
| Disziplin | Disziplin | Gold               | Gold   | Silber                | Silber | Bronze       | Bronze |
| --------- | --------- | ------------------ | ------ | --------------------- | ------ | ------------ | ------ |
| +75 kg    | Zweikampf | Tatjana Kaschirina | 327 kg | Hripsime Churschudjan | 254 kg | Ümmühan Uçar | 249 kg |
| +75 kg    | Reißen    | Tatjana Kaschirina | 146 kg | Hripsime Churschudjan | 114 kg | Ümmühan Uçar | 113 kg |
| +75 kg    | Stoßen    | Tatjana Kaschirina | 181 kg | Hripsime Churschudjan | 140 kg | Ummuhan Ucar | 136 kg |

## Medaillenspiegel

### Alle Medaillen
| Rang | Land        | Gold | Silber | Bronze | Gesamt |
| ---- | ----------- | ---- | ------ | ------ | ------ |
| 1    | Russland    | 22   | 11     | 0      | 33     |
| 2    | Türkei      | 12   | 5      | 9      | 26     |
| 3    | Belarus     | 3    | 1      | 0      | 4      |
| 4    | Moldau      | 2    | 3      | 1      | 6      |
| 5    | Georgien    | 0    | 3      | 0      | 3      |
| 6    | Frankreich  | 0    | 0      | 3      | 3      |
| 7    | Deutschland | 0    | 0      | 2      | 2      |

### Zweikampf
| Rang | Land        | Gold | Silber | Bronze | Gesamt |
| ---- | ----------- | ---- | ------ | ------ | ------ |
| 1    | Russland    | 8    | 4      | 0      | 12     |
| 2    | Türkei      | 4    | 2      | 3      | 9      |
| 3    | Moldau      | 1    | 0      | 0      | 1      |
| 3    | Belarus     | 1    | 0      | 0      | 1      |
| 4    | Armenien    | 0    | 3      | 1      | 4      |
| 5    | Rumänien    | 0    | 2      | 2      | 4      |
| 6    | Ukraine     | 0    | 1      | 0      | 1      |
| 6    | Georgien    | 0    | 1      | 0      | 1      |
| 7    | Polen       | 0    | 0      | 2      | 2      |
| 8    | Italien     | 0    | 0      | 1      | 1      |
| 8    | Deutschland | 0    | 0      | 1      | 1      |
| 8    | Albanien    | 0    | 0      | 1      | 1      |
| 8    | Spanien     | 0    | 0      | 1      | 1      |
| 8    | Ungarn      | 0    | 0      | 1      | 1      |
| 8    | Frankreich  | 0    | 0      | 1      | 1      |

## Doping
Der Rumäne Alexandru Roșu (2. Platz 77 kg), der Israeli Anatoliy Mushyk (85 kg), der Armenier Geworik Poghosjan (3. Platz 94 kg) und der Russe Dmitri Lapikow (1. Platz +105 kg) sowie die Armenierin Elen Grigorjan (2. Platz 53 kg) und die Niederländerin Mita Overvliet (58 kg) wurden wegen Dopings disqualifiziert.